# Сирмаури
Сирмаури (Himachali, Pahari, Sirmauri, Sirmouri, Sirmuri) - один из языков группы западный пахари, на котором говорят в юго-восточном разделе округов Сирмаур и Шимла штата Химачал-Прадеш на севере Индии. Имеет диалекты дхарти (гиривари) и гирипари. Между дхарти и гирипари, а также между верхним марасуй и гирипар существует трудная взаимопонятность. Дхарти больше зависит от языка хинди. Взаимозаменяемо используются на юге округов Киунтали, Сирмаур и Шимла. Также в округе Сирмаур есть различные разновидности сирмаури.